# Куксон, Софи
Софи́ Луи́з Л. Ку́ксон (англ. Sophie Louise L. Cookson, род. 15 мая 1990, Суссекс, Юго-Восточная Англия) — английская актриса.

## Биография
Родилась 15 мая 1990 года в Хейворд Хит, Западный Суссекс, Англия. В 2013 году окончила Оксфордскую драматическую школу.
Дебютировала на телевидении в 2013 году в сериале «Мунфлит». В 2014 году снялась в фильме «Kingsman: Секретная служба». В 2015 году за эту роль была номинирована на премию «Империя» в категории «Лучший дебют».

## Личная жизнь
В 2017 году познакомилась с актёром Стивеном Кэмпбеллом Муром на съёмках фильма «Код „Красный“». Они начали встречаться в ноябре 2018 года. Их дочь родилась в 2020 году.

## Фильмография
| Год       |    | Русское название            | Оригинальное название         | Роль            |
| --------- | -- | --------------------------- | ----------------------------- | --------------- |
| 2013      | с  | Мунфлит                     | Moonfleet                     | Грейс Мохан     |
| 2014      | с  | Розамунда Пилхер            | Rosamunde Pilcher             | Милли Ланкастер |
| 2014      | тф | Неизвестное сердце          | Unknown Heart                 | Милли Ланкастер |
| 2014      | ф  | Kingsman: Секретная служба  | Kingsman: The Secret Service  | Рокси           |
| 2016      | ф  | Белоснежка и охотник 2      | The Huntsman Winter's War     | Пиппа           |
| 2017      | ф  | Заклятье. Наши дни          | The Crucifixion               | Николь Роулинс  |
| 2017      | с  | Цыганка                     | Gypsy                         | Сидни           |
| 2017      | ф  | Kingsman: Золотое кольцо    | Kingsman: The Golden Circle   | Рокси           |
| 2018      | ф  | Код «Красный»               | Red Joan                      | Молодая Джоан   |
| 2018      | ф  | Пепел в снегу               | Ashes in the Snow             | Она             |
| 2019      | ф  | Жадность                    | Greed                         | Лили Маккриди   |
| 2019—2020 | с  | Суд над Кристиной Килер     | The Trial of Christine Keeler | Кристин Килер   |
| 2021      | ф  | Бесконечность               | Infinite                      | Нора Брайтман   |
| 2023      | ф  | Стокгольмская кровавая баня | Stockholm Bloodbath           | Анна Эрикссон   |